# Erysimum krynitzkii
Erysimum krynitzkii är en korsblommig växtart som beskrevs av Eugen Iwanowitsch Bordzilowski. Erysimum krynitzkii ingår i släktet kårlar, och familjen korsblommiga växter. Inga underarter finns listade i Catalogue of Life.